# 주 정공
주 정공(周定公)(생몰년 미상)은, 중국 서주(西周)의 제후로 성은 주 왕실과 같은 희(姬), 이름은 비(鼻)이다. 
주의 기내 제후국의 하나였던 주(周)의 국군(国君)으로 주공 단(周公旦)의 후예로 알려졌다. 
기원전 841년 주 여왕(周厉王)이 난폭한 정치를 벌이자 이를 계기로 국인폭동(国人暴动)이
일어났고, 여왕은 달아났다. 주 정공은 소 목공(召穆公) 호(虎)와 함께 정무를 주관하였다. 이는 후대에 “주소공화(周召共和)”라 불리며 근대에 서구의 Republic 의 번역어 ‘공화’의 기원이 되었다.
14년 뒤에 여왕이 체(彘) 땅에서 사망하고, 태자가 주 선왕(周宣王)으로 즉위하면서 공화는 막을 내렸다.